# Guy Schwartz
Guy Schwartz, né le 28 mars 1942 à Paris, est un journaliste puis conseiller en communication français. Il a été notamment rédacteur en chef du Matin de Paris, grand reporter à Antenne 2 et conseiller technique chargé de la communication d’Édith Cresson lorsqu'elle était Premier ministre.

## Premiers pas en politique et dans la presse
Élève de 1re au lycée Voltaire, Guy Schwartz s'engage, en mai 1958, dans le Comité de Défense de la République créé dans sa classe pour s'opposer au retour au pouvoir du général de Gaulle. Devenu sympathisant communiste, il adhère à la rentrée scolaire suivante au cercle des Jeunesses communistes du lycée Henri-IV. Quelques mois plus tard, il intègre la rédaction de l'Avant-Garde, l'hebdomadaire de l'Union des jeunesses communistes de France (UJCF) où, pendant deux ans, il écrit des articles pour les rubriques sport, livres et cinéma sous le pseudonyme de Guy Chonnet. Il se lie notamment à Claude Angéli, futur rédacteur en chef du Canard Enchaîné pour lequel il collaborera régulièrement au cours des années 1980.
En septembre 1959, élève au lycée Lavoisier en classe préparatoire, il adhère à l'Union des étudiants communistes de France (UECF) où il sera successivement secrétaire du secteur lycées, secrétaire du secteur grandes écoles, membre du comité national et, enfin, membre du bureau national chargé de la formation idéologique des militants. À ce bureau où il travaille en particulier avec Bernard Kouchner, Yves Buin, Jean Schalit, Roland Castro, Serge Depaquit et André Antolini, il fait partie de la tendance dite italienne qui s'oppose à la direction du PCF à propos de la coexistence pacifique et du stalinisme.

## Débuts professionnels
Diplômé de l'École nationale supérieure de chimie de Paris (aujourd'hui Paris Chimie Tech) et de l'Institut d’Administration des Entreprises et avant son départ au service militaire en mai 1967, il est embauché comme pigiste par L’Usine nouvelle et Les Informations industrielles et commerciales (le futur Nouvel Économiste) pour écrire des notules techniques puis des articles sur le management. Après un an dans la société de conseil OBM, il est recruté en septembre 1969 par Jean-Louis Schreiber pour participer à la création d'un mensuel, Le Management, appartenant au groupe Expansion. Dix-huit mois plus tard, il est sollicité pour un autre lancement, celui d'Inter Électronique, un hebdomadaire professionnel dont il devient le rédacteur en chef adjoint.  Parallèlement, mais bénévolement, il rédige le bulletin quotidien ronéoté de l'Agence de presse Libération (l'ancêtre de Libération) qu'il distribue le soir dans les rédactions des grands médias nationaux en compagnie de son fondateur, Jean-Claude Vernier, cet ancien dirigeant de la Gauche prolétarienne qu'il a connu au cours de sa dernière période militante dans les rangs maoïste entre 1968 et 1972.
Après quelques mois de piges dans des publications comme Les Échos et Science et Vie, il retourne à L'Usine nouvelle en 1973, d'abord à l'édition mensuelle puis à celle de l'hebdomadaire comme chef du service des industries BTP, agroalimentaire et biens de consommation. Il crée une section CFDT qui, devenue rapidement majoritaire, lui vaut d'être élu au comité national des journalistes de cette organisation syndicale.

## Maturité professionnelle
En janvier 1977, Guy Schwartz est recruté par Claude Perdriel, le propriétaire du Nouvel Observateur, pour faire partie de la rédaction du service économique d'un nouveau quotidien, Le Matin de Paris, dont le premier numéro paraît deux mois plus tard. Spécialisé dans la vie des entreprises, il travaille également en 1980, mais bénévolement, à l'antenne parisienne de Radio K, la première véritable radio professionnelle de la bande FM, qui émet de San Remo pour concurrencer RMC.
En janvier 1982, il est débauché par François-Henri de Virieu qui, quelques mois plus tôt, a quitté son poste de rédacteur en chef du Matin pour celui de directeur de la rédaction d''Antenne 2. Nommé grand reporter, il est accompagné au service économique et social de la chaîne par deux autres journalistes du Matin, Roselyne Koskas et Laurent Carenzo. Il passe ensuite au service sciences et techniques tout en réalisant des reportages culturels.
À la fin de l'année 1983, à l'initiative de Laurent Carenzo qui quitte Antenne 2 à cet effet, Guy Schwartz est associé à la création de Newsplus, une société de production audiovisuelle dont les autres actionnaires sont deux salariés d'Antenne 2, Franck Schlesinger et Pierre Moschkowitch, l'entrepreneur Jean-Louis Croquet et Bernard Tapie.
En juillet 1986, Guy Schwartz est recruté par Jean-François Pertus, le nouveau PDG du Matin, pour y revenir comme rédacteur en chef, d'abord responsable de la nouvelle formule du journal pour les rubriques économie, social, sciences, éducation et médias, puis de la diversification audiovisuelle. À ce titre, il participe au lancement, notamment avec Claude Villers, de Pacific FM, un réseau de radios sur la bande FM.
À ce moment, Francis Bouygues, le patron du groupe de construction éponyme, demande à Newsplus de l'entraîner, lui et son équipe (Patrick Le Lay, Antoine de Clermont-Tonnerre, Évelyne Prouvost, Jacques Duquesne, etc.) , à s'exprimer devant les caméras de télévision. Candidat au rachat de TF1, il doit en effet être auditionné en direct à la télévision par l'autorité compétente, la CNCL (Commission nationale de la communication et des libertés). L'attribution de TF1 au groupe  Bouygues doit beaucoup à ces séances intensives de formation et marque pour Guy Schwartz, le début d'une spécialisation en matière de communication.

## Spécialisation dans la communication
Au printemps 1987, Le Matin étant en grandes difficultés financières, un groupe de salariés, dit Groupe des 10, sollicite Guy Schwartz pour l'aider à reprendre le journal en utilisant son carnet d'adresses, notamment en faisant appel à Francis Bouygues. Les propositions de ce dernier n'ayant cependant pas été agréées par le groupe, le journal disparaît définitivement au début de 1988.
En désaccord avec ce groupe pour avoir ainsi refusé les propositions de Francis Bouygues, Guy Schwartz quitte Le Matin en août 1987 pour rejoindre Newsplus comme producteur et réalisateur aux côtés de Laurent Carenzo. C'est dans ce cadre que, en avril 1988, il participe à la préparation de Bernard Tapie à d'éventuelles fonctions ministérielles.
Au début de 1989, Guy Schwartz quitte Newsplus pour intégrer Alphamédia, une autre société de production audiovisuelle créée par un autre des six actionnaires de départ de Newsplus, Franck Schlesinger. Poursuivant son activité en médiatraining, il aide ainsi Édith Cresson, qui avait démissionné du gouvernement Rocard, à se familiariser à l'expression audiovisuelle. Nommée Premier ministre en mai 1991, elle le fait entrer à son cabinet comme conseiller technique chargée de la communication. Son rôle va au-delà de ces seules fonctions puisque, bien que non encarté au Parti socialiste, il est membre de sa cellule politique.
Un an plus tard, Guy Schwartz se spécialise dans la communication et  la prévention des risques, d'abord au sein de la société Beau Fixe, puis en indépendant. Principales spécialités : médiatraining, communication de crise, écriture de journaux d'entreprise et reportages audiovisuels. Nicole Notat, alors secrétaire générale de la CFDT, fait partie de ses premiers clients. Il écrit également pour le quotidien économique Les Échos dans les domaines de l'immobilier et des régions entre 1995 et 2010.
En 2006, il écrit avec Roselyne Koskas Le Pouvoir misogyne. Pourquoi les hommes ont-ils peur des femmes en politique ?, livre publié chez Bourin Éditeur.
Après avoir collaboré avec l'équipe de Bertrand Delanoë lors de sa première campagne électorale à la mairie de Paris en 2000, il participe en 2011 à un groupe de travail sur la communication destiné à François Hollande, alors candidat à l’investiture du Parti socialiste à l'élection présidentielle.